# Tostada caroreña
La tostada caroreña es un plato emblemático de la Ciudad de Carora (municipio Torres), Venezuela, la cual se hizo conocida en 1940, cuando Nicolás Cuicas la creó en su restaurante "El Néctar de Don Nicolás Cuicas" y en donde poco a poco se convirtió en unos de los platos típicos de la zona. No se considera una variación del Pabellón Criollo, ya que tiene diferentes tipos de preparación y no posee todos los mismos ingredientes. Su preparación varía y se puede conseguir como la Tostada en Batea o la Tostada en Canasta, ambas válidas y oriundas de la Carora.
El fundador de la Academia Venezolana de Gastronomía, Armando Scannone considera que la Carora posee una variada mezcla de sabores a la hora de comer. La gastronomía caroreña cuenta con una variedad de platos, como la mencionada tostada caroreña, el lomo prensado (pieza de carne de cerdo que se macera con sal de nitro durante 24 horas y mantiene en una prensa especial durante un día, la cual se aprieta cada 2 o 3 horas y se condimenta con nuez moscada y otros aliños para cocinarla luego a la plancha), patas de grillo (o pata 'e grillo), mondongo de chivo (sancocho hecho con panza, patas y cabeza de ganado caprino), granizados de mamón, parrilla de siete montes y los chicharrones de guabina. Todo esto le da a quien degusta la gastronomía de Carora, la posibilidad de mezclar sabores y texturas, ya que se cuentan más de 50 platos diferentes provenientes de esa ciudad y de todo su municipio.

## Preparación
Ya para una correcta preparación es necesario contar con ingredientes como las caraotas refritas (su nombre se debe a una vez que las caraotas están listas, son freídas en una sartén con aceite a fuego lento hasta que el caldo de las mismas se seca lentamente y resulta en una especie de pasta), arepas fritas, cochino o carne de cerdo, carne desmechada también llamada pata e´grillo por ser menos jugosa y más tostada, ensalada de cebolla, tomate y cilantro acompañada de aguacate, papas fritas, tajadas o plátano frito y queso.
Se coloca en el centro del plato la arepa frita rellena de queso y alrededor todos los contornos antes mencionados y se acompaña con un vino tradicional caroreño o Licor de Cocuy. Este platillo no escatima en condimentos naturales y grasas.
La arepa por lo general se cubre con salsa rosada o en su defecto con kétchup y mayonesa. También se espolvorea con queso blanco duro rallado.